# Дев'ятий округ
«Дев'ятий округ» (англ. District 9) — фантастичний трилер-бойовик у стилі псевдодокументального кіно від режисера Нілла Блумкампа. Світова прем'єра фільму відбулася 13 серпня 2009 року.

## Сюжет
Фільм розпочинається з серії архівних документальних відео зйомок про прибуття інопланетян на Землю 14 квітня 1982 року. Корабель інопланетян застиг у повітрі над Йоганнесбургом. Потім показуються інтерв'ю сім'ї головного героя Вікуса ван де Мерве та інших людей, з яких стає відомо, як вони опинилися в гетто та як розвивалося ставлення людей до інопланетян протягом двадцяти років. Владі ПАР стає важко контролювати цей район і контроль над ним передається корпорації Multi-National United (MNU), котрій було доручено переселити інопланетян в Десятий округ, що розташований поодаль від Йоганнесбурга. Командувачем цієї операції був призначений Вікус ван де Мерве, котрий був зятем одного з директорів MNU. Оскільки інопланетяни підпадали під кодекс про громадянство, то за 24 години до виселення їх повинні попередити. Під час цієї операції Вікус ван де Мерве вдихає чорну речовину в одній з домівок інопланетян, котра викликає в його організмі мутації. В спробах врятуватися він біжить в Дев'ятий округ за допомогою, де знаходить собі напарника серед інопланетян. Вікус ван де Мерве проникає разом з інопланетянином в середину MNU, щоб забрати конфісковану речовину. Фільм закінчується тим, що напарник Вікуса разом зі своєю дитиною відлітає на космічному кораблі додому, а інопланетян переселяють в Десятий округ.

## У ролях
| Актор         | Роль                                  |
| ------------- | ------------------------------------- |
| Шарлто Коплі  | Вікус ван де Мерве                    |
| Девід Джеймс  | полковник Кубус                       |
| Луї Мінаар    | Піт Сміт, директор MNU, тесть Вікуса  |
| Ванеса Хейвуд | Таня, дружина Вікуса ван де Мерве     |
| Вільям Аллен  | Дірк Майклз, генеральний директор MNU |
| Джед Брофі    | Джеймс Хоуп, офіцер SAPS              |

## Цікаві факти
- Фільм Дев'ятий округ знято за короткометражним псевдодокументальним фільмом «Вижити в Йобурзі» (Alive in Joburg), режисером котрого теж був Нілл Блумкамп.
- Роль головного героя Вікуса ван де Мерве виконує друг дитинства Нілла Блумкампа Шарлто Коплі.
- Всі інопланетяни у фільмі зроблені на комп'ютері, за винятком тіл, що лежать в медичній лабораторії.